# 汇生瓦韦
汇生瓦韦（学名：Lepisorus confluens），为水龙骨科瓦韦属下的一个植物种。